# La Fureur (France)
 (février 2024).
Ne doit pas être confondu avec La Fureur (Québec).
La Fureur est une émission télévisée française de musique diffusée sur France 2 puis sur TF1 et présentée par Arthur du 31 décembre 1995, à 2000 ensuite présentée de 2007 à 2008 par Alexandre Devoise sur W9.

## Historique
Le 31 décembre 1995,, Arthur créé une émission de karaoké baptisée La fureur du 31 diffusée sur France 2 et présentée avec Pascal Sevran. L'émission devient mensuelle dès le 27 janvier 1996 sous le titre La Fureur du samedi soir.  
Après quelques émissions seulement, la Fureur s'arrête le 25 mai 1996. France 2 décide de se séparer d'Arthur.
L'émission revient sur TF1 en 1996, rebaptisée La Fureur diffusée une fois par mois depuis le studio 206 à la Plaine Saint Denis, et tous les 31 décembre (sous le titre La Fureur du 31)  jusqu'au réveillon de l'an 2000. D'ailleurs, le 31 décembre 1999, l'émission était diffusée, à nouveau en direct depuis le plateau B des Studios Carrère à la Plaine Saint Denis, et rebaptisée Et vous, vous faites quoi le 31 ?. Elle est animée par Arthur et Jean-Marie Bigard et se déroule de 21 h à 23 h 15. Cette modification est liée à la grande journée de direct que proposait TF1 pour faire vivre le millenium de l'an 2000 (à 23 h 15, c'est donc Jean-Claude Narcy, Valérie Benaïm, Claire Chazal et Patrick Poivre d'Arvor que l'on retrouvait pour commenter les festivités exceptionnelles à Paris et dans le reste du monde).
L'émission est arrêtée par TF1 en juin 2000. 
Elle renaît de ses cendres en février 2001 sur TF1, avec l'animatrice Véronique Cloutier.
Cette nouvelle formule ne connaîtra que 3 numéros.
Ensuite, c'est l'animateur Nikos Aliagas qui relance La Fureur en janvier 2002, avec les héros de Star Academy diffusée sur TF1. Mais TF1 arrête La fureur en avril 2003.
Le 31 décembre, le successeur de La Fureur a été 120 minutes de bonheur.

## La Mini Fureur
Une version junior et quotidienne de La Fureur est programmé du 23 décembre 1996 au 3 janvier 1997 sur TF1 et présenté par Véronika Loubry et Jonathan Lambert,.

## La Fureur, le retour
De 2007 à 2008, Alexandre Devoise, présentateur sur W9, décide de reprendre l'émission La Fureur et d'en faire une nouvelle version baptisée La Fureur, le retour. Cette version suit un autre principe que la version originale. Il ne s’agit plus de karaoké, mais de questions sur la musique. Faute d'audience, l'émission a été arrêtée[réf. nécessaire].

## Versions étrangères
Le format de télévision entièrement créé en France a été exporté dans six pays dans le monde.
| Pays                                       | Nom de l'émission | Présentateur(s) | Chaîne                                                | Première diffusion | Dernière diffusion |
| ------------------------------------------ | ----------------- | --- | ----------------------------------------------------- | ------------------ | ------------------ |
| Canada (Français) puis Belgique (Français) | La Fureur         | Véronique Cloutier (28 juin 1998 - avril 2003) Sébastien Benoît (septembre 2003 - 31 décembre 2007)                                                                   | Télévision de Radio-Canada puis Plug TV               | 28 juin 1998       | 31 décembre 2007   |
| Espagne                                    | Furor             | Alonso Caparrós | Antena 3 (3 octobre 1998 - 15 juin 2001) FORTA (2006) | 3 octobre 1998     | 17 mai 2006        |
| Italie                                     | Furore            | Alessandro Greco (16 mai 1997 - 10 août 2001) Daniele Bossari avec Giacomo "Ciccio" Valenti (23 mai 2003 - 25 juillet 2003) Alessandro Greco avec Gigi et Ross (2017) | Rai 2                                                 | 16 mai 1997        | 28 juin 2017       |
| Portugal                                   | Furor             | Bárbara Guimarães et Miguel Dias Ana Marques | SIC                                                   | 1998               | 2000 2001          |
| Royaume-Uni                                | Night Fever       | Suggs | Channel 5                                             | 5 avril 1997       | 30 mars 2002       |